# Marina Apollonio
Marina Apollonio (Trieste, 12 novembre 1940) è un'artista italiana, considerata una delle figure più rappresentative del movimento ottico-cinetico internazionale.

## Biografia
Marina Apollonio, figlia del teorico e critico d'arte Umbro Apollonio e di Fabiola Zannini, cresce in un ambiente artistico. Dopo aver concluso gli studi superiori, frequenta i corsi di pittura di Giuseppe Santomaso all'Accademia di Belle Arti di Venezia e si dedica alla progettazione di industrial graphic design e a soluzioni di architettura per interni.
Nei primi anni '60 inizia la sua ricerca sulla percezione e sulla comunicazione visiva. Dopo aver lavorato a Parigi, come progettista presso lo studio di architettura Édouard Albert, torna in Italia e realizza i suoi primi Rilievi metallici a sequenze cromatiche alternate e le sue prime Dinamiche circolari. Condivide con altri esponenti dell'Optical art il desiderio di un'arte depersonalizzata, in opposizione al concetto di astrazione espressiva. Utilizza materiali industriali moderni, per creare strutture calcolate che, nella visione dello spettatore, si trasformano in spazi dinamici e fluttuanti. È in questo periodo che conosce Getulio Alviani. Esordisce alla collettiva, organizzata presso il Centro d'Arte «Il Chiodo» a Palermo, vincendo il primo premio.
Dalla metà anni Sessanta è parte integrante dei movimenti storici dell'Arte Ottico-Cinetica; gravita intorno al Gruppo N di Padova ed al Gruppo T di Milano, condividendone sia gli intenti delle ricerche, sia la scelta dei materiali. Scambia le sue idee con Getulio Alviani, con Dadamaino e gli altri esponenti di Azimuth; conosce il GRAV, il Gruppo Zero e Nova Tendenza, tanto da partecipare a Nova Tendencija 3, mostra Internazionale svoltasi nello stesso anno alla Galerija Suvremene Umjetnosti, alla Galleria d'Arte Contemporanea e al Museo dell'Arte di Zagabria. È tra i protagonisti della mostra  Aktuell '65, alla Galerie Aktuell di Berna e, insieme a Getulio Alviani e a Paolo Scheggi, dell'esposizione Oeuvres Plastiques et Appliquèes, alla Galerie Smith di Bruxelles.
Conoscerà Peggy Guggenheim, in occasione dell'esposizione alla galleria Barozzi a Venezia, che dopo aver visto le sue opere in mostra acquista il “Rilievo n. 505” per la sua collezione.
Dalla metà degli anni '70 realizza opere basate sul rapporto ortogonale di linee parallele colorate, verticali e orizzontali, su fondo nero. Nel 1977 le viene commissionata un'opera in miniatura per il Museum of drawers di Herbert Distel, una raccolta di cinquecento opere realizzate da alcuni artisti, ben conosciuti, come Picasso, e altri artisti meno conosciuti.
Si è dedicata alla tessitura, esponendo i suoi lavori al Laboratorio Artivisive di Foggia e successivamente, nel 1983, alle mostre Morbide & Trame, presso la Civica Galleria d'Arte Contemporanea di Foggia e Testi Tessili, presso la libreria Il monte analogo di Roma.
In occasione della mostra internazionale Op Art, la Schirn Kunsthalle Frankfurt le commissiona l'opera Spazio ad attivazione cinetica, un disco rotante di dieci metri, collocato nella rotonda del museo, qui espone al fianco di esponenti dell'Optical Art, tra cui Victor Vasarely, Bridget Riley, François Morellet, Julio Le Parc, Gianni Colombo, e altri. Partecipa ad eventi internazionali di arte Optical: la mostra Optic Nerve: Perceptual Art of the 1960s, al Columbus Museum of Arts e il Bit International [Nove] tendencije - Computer und visuelle Forschung. Zagreb 1961-1973, alla Neue Galerie di Graz. La rivista Artforum le dedica la copertina di Maggio 2007.
Nel 2013 è stata invitata alle mostre Dynamo al Grand Palais di Parigi e a Percezione - Arte Programmata y Cinética, presso il Museo d'arte contemporanea di Buenos Aires (MACBA) ed è presente alla rassegna The Art of Light and Movement in the Marli Hoppe-Ritter, Collection presso il Museum Ritter di Waldenbuch, Germania.
Nel 2024 Peggy Guggenheim Collection ospita una vasta mostra personale curata da Marianna Gelussi, dal titolo Marina Apollonio. Oltre il cerchio. Tra le opere recenti esposte, l'ambiente Entrare nell'opera (2024) e l'installazione con il disco fonografico Endings (2021-2024), realizzata in collaborazione con il compositore Guglielmo Bottin.

## Esposizioni personali
- 1966 - Centro d’Arte Il Chiodo, Palermo - Galleria 1+1, Padova.
- 1967 - Galleria il Cenobio, Milano.
- 1968 - Galleria Sincron, Brescia - Galleria Barozzi, Venezia.
- 1969 - Studio di Informazione Estetica, Torino.
- 1970 - Galerie Historial, Nyon.
- 1971 - Galleria La Chiocciola, Padova.
- 1972 - Galleria dei Mille, Bergamo.
- 1973 - Neue Galerie am Landes Museum Joanneum,Graz.
- 1974 - Galleria Il Nome, Vigevano.
- 1975 - Galleria Method, Bergamo.
- 1979 - Arte Struktura, Milano.
- 1981 - Centro ricerche artistiche Verifica 8+1, Venezia.
- 2008 - Presentazione dell’edizione Marina Apollonio, Dinamica Circolare, Neue Galerie, Graz.
- 2011 - Fioretto Arte, Padova.
- 2015 - 10 A.M. ART, Milano.
- 2019 - Espace Meyer Zafra, Parigi.
- 2020 - 10 A.M. ART, Milano.
- 2024 - Marina Apollonio. Oltre il cerchio, Peggy Guggenheim Collection, Venezia

## Esposizioni collettive
- 1964 Il Chiodo d’oro, Centro d’Arte il Chiodo, Palermo
- 1965 Aktuel 65, Galerie Aktuel, Berne; Nova Tendencija 3, Galerija Suvremene Umjetnosti, Zagreb; Oeuvres Plastiques et Appliquées, Galerie Smith, Bruxelles
- 1966 Op-pop, Galerie D, Frankfurt; 11º Premio Castello Svevo, Termoli; Premio S. Fedele, Galleria San Fedele, Milan; Sigma 2, Bordeaux - Il gioco degli artisti, Galleria del Naviglio, Milan
- 1967 La nuova tendenza, Galleria il Cenobio, Milan; Premi Joan Mirò, Barcelona; Museo Sperimentale d’Arte Contemporanea, Turin; Ipotesi linguistiche intersoggettive, travelling exhibition (Florence, Bologna, Naples, Turin)
- 1968 Dodekaedr, Galerii d, Praha; 2° Miedzynadorowe Biennale Grafiki, Krakov; Arte Internazionale Contemporanea, Studio 2 b, Bergamo; 13º Premio Spoleto, Italy; Public Eye, Kunsthaus, Hamburg; Arte permanente, Galerija 212, Belgrade
- 1969 Konstruktive Kunst: Elemente und Prinzipien, Biennale 1969, Nűrnberg; Kunst als Spiel, Spiel als Kunst, Kunsthalle, Recklinghausen; Nova tendencija 4, Muzej Za Umjetnosti I obrt, Zagreb; 8° Mednarodna graficna razstava, Moderna Galerija, Ljubljana; El arte cinetico y sus origens, Ateneo de Caracas, Caracas; Nuovi materiali nuove tecniche, Caorle; Meno 31: Rapporto estetico per il 2000, Varese, Italy; Plastic Research, New Goodman Gallery, Johannesburg; Grafica italiana d’oggi, Palazzo Reale, Naples
- 1970 Achromes, Circolo la Nuova Torretta, Sesto San Giovanni, Italy; Salon des comparaisons, Paris; 3° Miedzynarodowe biennale grafiki, Krakov; Premi Joan Mirò, Barcelona - Screen print 70, Chicago; Kunst als spiel, spiel als kunst, Kunstverein, Wolsburg e. v.; Miniaturen 70 international, Galerie 66, Hofheim, Hesse|Hofheim; Inostrana grafika iz zbirke, Museja Savramene Umtenosti, Belgrade; Grafica rysunek collage, Muzeum Sztuki W Lodzi, Lodz; La percezione pura, Barozzi-Ricci, Milan; Proposta del piccolo formato, Galleria Vismara, Milan
- 1971 Serigraphies duo d’art Geneve, Galerie Historial, Nyon; Grafica internazionale 1971, Sincron, Brescia; Panorama di grafica, Galleria la Chiocciola, Padua; 9° mednarodna graficna razstava, Moderna Galerija, Ljubljana; Operazioni estetiche e strutture sperimentali, Ti. Zero, Turin; Senza titolo, Rocca Sforzesca, Soncino, Lombardy|Soncino; Luglio 1971, Galleria Ferrari, Verona
- 1972 4° Miedzynarodowe biennale grafiki, Krakov; Faites votre jeu, Galleria del Cavallino, Venice; Premio Burano 1972, Venice; 1° Norske Internasjonale Grafikk, Biennale 1972, Fredrikstad; Continuità, Studio d’Arte Eremitani, Padua; 4ª Biennale d’Arte Mario Pettenon, S. Martino di Lupari, Italy
- 1973 Tendenze attuali, Galleria la Chiocciola, Padua; Xerox, Galerija Studentskog Centra, Zagreb; Grafiska italienska, Italianska Kulturinstitutet, Stockholm; 3° Internationalen Malerwochen, Eisenstadt; Iki 1973, Dűsseldorf
- 1974 Sull’opera come campo, Centro Culturale Serre Ratti, Como; V miedzynadorowe Biennale Grafiki, Kraków; Arbeiten aus den internationalen malerwochen in der orangerie, Landesgalerie Im Schloss Esterhazy, Eisenstadt; Norske Internasjonale Grafikk Biennale 1974 , Fredrikstad; Accrochage, Galerie Seestrasse, Rapperswil; Grafica dei linguaggi non-verbali, Galleria Zen, Milan; Beispiel eisenstadt, Museum des 20 jahrhuderts, Vienna
- 1975 Raccolta Nikol Art, Saletta della Grafica, Gallerie d’Arte La Chiocciola, Padua; Proposte ’75, Galleria di Arti Visive, Parma; Collezione Nikol Art, MPM Arredamenti, Milan
- 1976 Grafica delle arti sperimentali, Galleria d’Arte Libera Parini, Como; Grafica delle Arti Sperimentali, Palazzo Strozzi, Florence
- 1977 Expo Arte 77, Bari; Il Volto Sinistro dell’Arte, Galleria De Amicis, Firenze;Herbert Distel Museum of drawers, Zurich
- 1979 Graphik in Padua Heute, Tiroler Kunstpavillon, Innsbruck; Sixth British International Print Biennale, Bradford City Art Gallery and Museums, Cartwright Hall, Bradford (Lister Park); 10 protagonisti della plasticità inoggettiva, Arte Struktura, Milan
- 1981 Arazzi…?, Centro Culturale Laboratorio Artivisive, Foggia
- 1982 c.c.c.2, Arte Struktura, Milan
- 1983 Morbide & Trame, Civica Galleria d’Arte Contemporanea, Foggia; Costruttivismo, Concretismo, Cinevisualismo, Galleria Civica, Desenzano del Garda; Testi Tessili, Libreria il Monte Analogo, Rome; Libro Galleria Castello, Milan
- 1984 Rassegna Internazionale d’Arte Concreta, Cenacolo Cultura, Mestre; Nuevas Adquisiciones 1981-1984, Museo de Arte Moderna, Fundaciòn Soto, Ciudad Bolìvar
- 1985 Arte Italiana degli anni Sessanta nelle collezioni della Galleria Civica d’Arte Moderna, Castello Di Rivoli, Turin
- 1988 8+1=10! 10 Anni alla ricerca dell’arte, Verifica 8+1, Venice-Mestre
- 1989 Black and White, Palazzo dei Diamanti, Ferrara; 51 ideatori inoggettivi della visualità strutturata, Arte Struktura, Milan
- 1990 51 ideatori inoggettivi della visualità strutturata, Galleria la Polena, Genoa; E’ ancora futuro?, Biblioteca Civica, Noventa Vicentina
- 1991 30 anni di arte contemporanea alla Chiocciola, La Chiocciola, Padua
- 1992 Der Kreis, Galerie Blau, Seeheim-Jugenheim
- 1994 Crno in Belo ( Bianco e Nero), Cankariev Dom, Ljubljana
- 1995 30 anni 1965-1995, Vismara Arte, Milan
- 1997 Costruttivismo, concretismo, Cinevisualismo + Nuova Visualità Internazionale, Villa Ormond, Sanremo|San Remo
- 1998 Nuova visualità internazionale, Centro Internazionale d’arte moderna e contemporanea, Palazzo Ducale, Revere, Lombardy|Revere;
- 1999 8+10= 20! Vent’anni alla ricerca dell’arte, Venice-Mestre
- 2001 Nuova Visualità internazionale, Forum Omegna, Omegna
- 2003 Arte Costruita: Dal Museo “Umbro Apollonio”, Biblioteca Comunale, Cadoneghe, Italy; Il mito della Velocità. L’Arte del Movimento. Dal Futurismo alla video-arte, Casa del Mantegna, Mantova
- 2004 Il Centro Duchamp 1969-1973, Zucca Arte Design, Pesaro
- 2005 L’oeil Moteur. Art Optique et Cinétique, 1959-1975, Musée d’Art Moderne et Contemporain, Strasbourg; Prague Biennale 2, Karlìn Hall, Prague
- 2006 Arte Cinetica, Spazio Boccioni, Milan
- 2006 Die Neuen Tendenzen, Museum fűr kronkrete Kunst, Ingolstadt
- 2007 Leopold-Hoesch-Museum, Dűren; Op Art, Schirn Kunsthalle, Frankfurt; Optic Nerve. Perceptual Art of the 1960s, Columbus Museum of Art, Columbus; Bit International [Nove] tendencije: Computer und visuelle Forschung. Zagreb 1961-1973, Neue Galerie, Graz; Cinetica. Dalla collezione di Getulio Alviani, Museo Cid, Torviscosa, Udine
- 2008 Viaggio in Italia: Arte italiana 1960 al 1990, Neue Galerie Graz am Landesmuseum Joanneum, Graz
- 2010 Donne nell’Arte, Galleria Cavour, Padua; Dix dans la recherche pour l’oeil a partir des années soixante, Espace Meyerzafra, Paris; Women From 60’s & 70’s, Osart Gallery, Milan
- 2011 Art Paris just Art, Paris Gran Palais; Pinta Artshow, New York City
- 2012 Arte Cinetica e Programmata, Galleria Nazionale d'Arte Moderna, Rome
- 2012 Ghosts in the Machine, New Museum of Contemporary Art, New York
- 2012 Exposicion sobre el Gruppo Enne de Padova, Marion Gallery, Panama
- 2013 DYNAMO, Gran Palais, Paris;
- 2013 Percezione e Illusione: Arte Programmata e cinetica italiana, MACBA, Buenos Aires
- 2013 Fuori dal coro, Milano
- 2013 50 e oltre, San Donato Milanese
- 2013 SCULPTRICES, Villa Datris, L'Isle-sur-la-Sorgue
- 2014 OCCHIO MOBILE, lenguajes del arte cinético italiano. Años 50-70, MAC, Lima
- 2014 ITALIAN ZERO/CROSS REFERENCE, Brescia
- 2014 Turn Me On, Christie’s, London
- 2014 LE NUOVE TENDENZE, 10 A.M. ART, Milano
- 2015 Le forme del bianco, Galleria d'arte L'Incontro, Brescia
- 2016 Pokrenuto oko. Talijanska kinetička umjetnost od 1950-ih do 1970-ih, MUO, Zagreb
- 2016 EYE ATTACK, Op Art and Kinetic Art 1950-1970, Louisiana, Denmark
- 2016 The Illusive Eye, El Museo del Barrio, New York City
- 2018 Action <> Reaction. 100 Years of Kinetic Art, Kunsthal, Rotterdam
- 2018 I CINETICI, Palazzo Zambeccari, Bologna
- 2019 OBRES OBERTES. L'art en moviment, 1955-1975, La Pedrera, Barcelona
- 2019 VERTIGO. op art and history of deception 1520-1970, MUMOK, Wien
- 2019 Le diable au corps. Quand l’Op Art électrise le cinéma, MAMAC, Nice
- 2019 LLUM I MOVIMENT. L’avantguarda cinètica a París (1955-1975), Alicante
- 2019 L'ultima Dogaressa, Peggy Guggenheim Collection, Venezia
- 2019 Vertigo. Op Art und eine Geschichte des Schwindels 1520 – 1970, Kunstmuseum, Stoccarda
- 2020 HYPNOSE, MUSEE DARTS DE NANTES, Nantes
- 2021 LINIE, Museum Ritter, Waldenbuch
- 2022 L'occhio in gioco, Palazzo del Monte di Pietà, Padova
- 2022 LIX Esposizione internazionale d'arte di Venezia, Venezia
- 2024 ELECTRIC DREAMS, Tate Modern, Londra

## Opere in collezioni pubbliche
- Museo d'Arte Moderna, Torino
- Neue Galerie, Graz
- Fondazione Vaf – Mart, Rovereto
- Museo Umbro Apollonio, Padova
- Kunsthalle Recklinghausen Musee Nationale Poznan, Lodz
- Das Progressive Museum, Basilea
- Musee Cantonal Des Beaux Arts, Losanna
- Haus Konstruktiv, Zurigo
- The Museum of Drawers, Zurigo
- Museo de Arte Moderno, Ciudad Bolivar
- Schirn Kunsthalle, Francoforte
- Collezione Guggenheim, Venezia
- Collezione Hermès, New York
- New Museum, New York
- MACBA Museo de Arte Contemporaneo, Buenos Aires
- Fondation Villa Datris, Provenza, Francia
- Museum Ritter, Waldenbuch, Germania
- Tate Modern, Londra

## Articoli
- Marina Apollonio Apollonio. Un'arte fatta di scetticismo, in Centroarte, n.1, Milano, novembre 1967